# Bob Paris
Bob Paris, właśc. Robert Clark Paris (ur. 14 grudnia 1959 w Columbus) – profesjonalny amerykański kulturysta, autor poradników treningowych, model.

## Biogram
Urodził się w Columbus w stanie Indiana. Wychowywał się w Południowej Indianie. W szkole średniej grał w futbol amerykański, a z czasem zainteresowanie znalazł w kulturystyce. 
Już w wieku dwudziestu czterech lat, w 1983 roku, został laureatem zawodów NPC American National and IFBB World Bodybuiding; tego samego roku zdobył tytuł Mr. Universe, jednak największe sukcesy odnosił na początku lat dziewięćdziesiątych. Choć początkowo był amatorem, z czasem uzyskał kartę zawodnika profesjonalnego. Obecnie, blisko piętnaście lat od momentów jego szczytowania w branży kulturystycznej, Paris jest określany jako jeden z najlepszych atletów w historii sportu kulturystycznego. Ze względu na jego artystyczne podejście do tego sportu, w 2006 roku Flex Magazine okrzyknął go najbardziej estetycznym kulturystą w historii. Paris to także model, współpracujący z najbardziej wpływowymi magazynami o tematyce fitness, oraz aktor teatralny.

### Życie osobiste
W lipcu 1989 roku dokonał coming outu na łamach pisma Iron Man Magazine jako zdeklarowany homoseksualista. Tego samego roku poślubił swojego partnera Roda Jacksona w jednym z unitarianistycznych kościołów. Para rozpoczęła współdziałać na rzecz LGBT, walcząc o prawa gejów, udzielając się w telewizji, radiu i licznych magazynach. Paris i Jackson rozwiedli się w 1995 roku.
Od 1996 roku zamieszkał ze swoim partnerem Brianem LeFurgeyem w Vancouver w Kolumbii Brytyjskiej, a ich związek został zalegalizowany w 2003 roku w Kanadzie.

## Warunki fizyczne
- wzrost: 183 cm
- waga: ok. 100 kg

## Osiągnięcia kulturystyczne
- 1981
  - Los Angeles Championships – federacja NPC, zwycięzca
  - Los Angeles Championships – fed. NPC, kategoria lekkociężka, I m-ce

- 1982
  - California Championships – fed. NPC, kategoria lekkociężka, II m-ce
  - Nationals – fed. NPC, kategoria ciężka, IV m-ce
  - USA Championships – fed. NPC, kategoria ciężka, III m-ce

- 1983
  - Nationals – fed. NPC, zwycięzca
  - Nationals – fed. NPC, kategoria ciężka, I m-ce
  - World Amateur Championships – fed. IFBB, kategoria ciężka, I m-ce

- 1984
  - Olympia – fed. IFBB, VII m-ce

- 1985
  - Olympia – fed. IFBB, IX m-ce

- 1986
  - Los Angeles Pro Championships – fed. IFBB, VII m-ce
  - World Pro Championships – fed. IFBB, VI m-ce

- 1988
  - Chicago Pro Invitational – fed. IFBB, V m-ce
  - Grand Prix England – fed. IFBB, VI m-ce
  - Grand Prix France – fed. IFBB, IV m-ce
  - Grand Prix Germany – fed. IFBB, VI m-ce
  - Grand Prix Greece – fed. IFBB, VI m-ce
  - Grand Prix Italy – fed. IFBB, III m-ce
  - Grand Prix Spain (2) – fed. IFBB, IV m-ce
  - Grand Prix Spain – fed. IFBB, V m-ce
  - Niagara Falls Pro Invitational – fed. IFBB, III m-ce
  - Night of Champions – fed. IFBB, III m-ce
  - Olympia – fed. IFBB, X m-ce

- 1989
  - Arnold Classic – fed. IFBB, V m-ce
  - Grand Prix France – fed. IFBB, III m-ce
  - Grand Prix Germany – fed. IFBB, VI m-ce
  - Grand Prix Melbourne – fed. IFBB, III m-ce
  - Grand Prix Spain (2) – fed. IFBB, III m-ce
  - Grand Prix Spain – fed. IFBB, III m-ce
  - Grand Prix Sweden – fed. IFBB, IV m-ce
  - Night of Champions – fed. IFBB, IV m-ce
  - Olympia – fed. IFBB, XIV m-ce
  - World Pro Championships – fed. IFBB, III m-ce

- 1990
  - Night of Champions – fed. IFBB, XIV m-ce

- 1991
  - Arnold Classic – fed. IFBB, XVI m-ce
  - Grand Prix Italy – fed. IFBB, V m-ce
  - Ironman Pro Invitational – fed. IFBB, X m-ce
  - Musclefest Grand Prix – fed. IFBB, III m-ce
  - Olympia – fed. IFBB, XII m-ce

- 1992
  - Chicago Pro Invitational – fed. IFBB, X m-ce

## Książki napisane przez Boba Parisa
- Beyond Built: Bob Paris' Guide to Achieving the Ultimate Look (1990)
- Natural Fitness
- Straight From The Heart (współautor)
- Gorilla Suit (1997)
- Flawless: The 10-Week Total Image Method for Transforming Your Physique
- Generation Queer: A Gay Man's Quest For Hope, Love & Justice
- Prime: The Complete Guide to Being Fit, Looking Good, Feeling Great (2002)